# Phyciodes
Genre
Phyciodes est un genre de lépidoptères (papillons) de la famille des Nymphalidae et de la sous-famille des Nymphalinae qui résident tous en Amérique du Nord.

## Liste d'espèces
Selon ITIS (21 avr. 2010) :
- Phyciodes batesii  (Reakirt, 1866)
- Phyciodes cocyta  (Cramer, 1777)
- Phyciodes graphica  (R. Felder, 1869)
- Phyciodes mylitta  (W. H. Edwards, 1861)
- Phyciodes orseis  W. H. Edwards, 1871
- Phyciodes pallida  (W. H. Edwards, 1864)
- Phyciodes phaon  (W. H. Edwards, 1864)
- Phyciodes picta  (W. H. Edwards, 1865)
- Phyciodes pulchella  (Boisduval, 1852)
- Phyciodes tharos  (Drury, 1773)

Selon NCBI (21 avr. 2010) :
- Phyciodes batesii
- Phyciodes cocyta
- Phyciodes graphica
- Phyciodes mylitta
- Phyciodes orseis
- Phyciodes pallescens
- Phyciodes pallida
- Phyciodes phaon
- Phyciodes picta
- Phyciodes pulchella
- Phyciodes tharos
- Phyciodes vesta
- Phyciodes sp.

## Espèces et sous-espèces

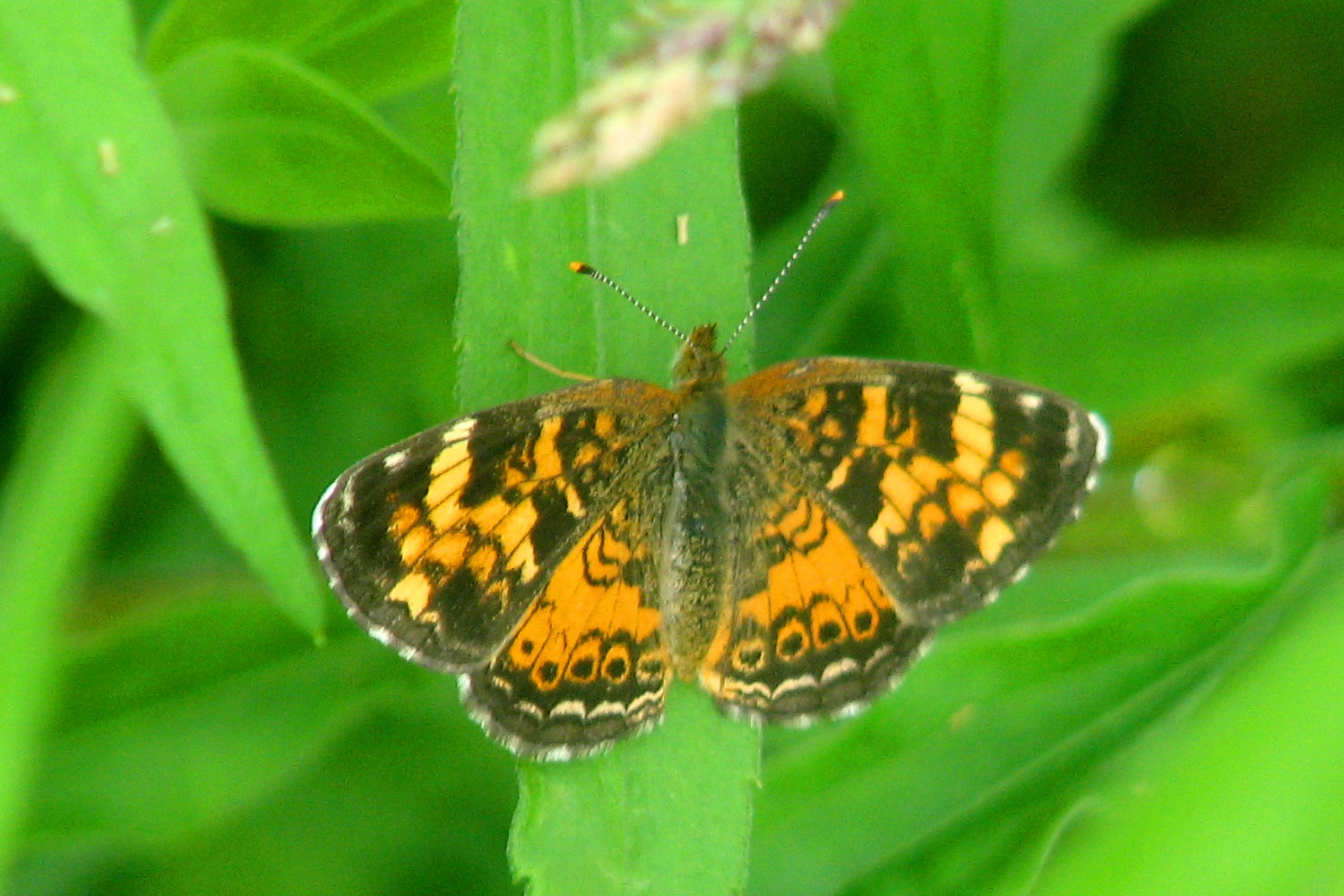
Phyciodes batesii

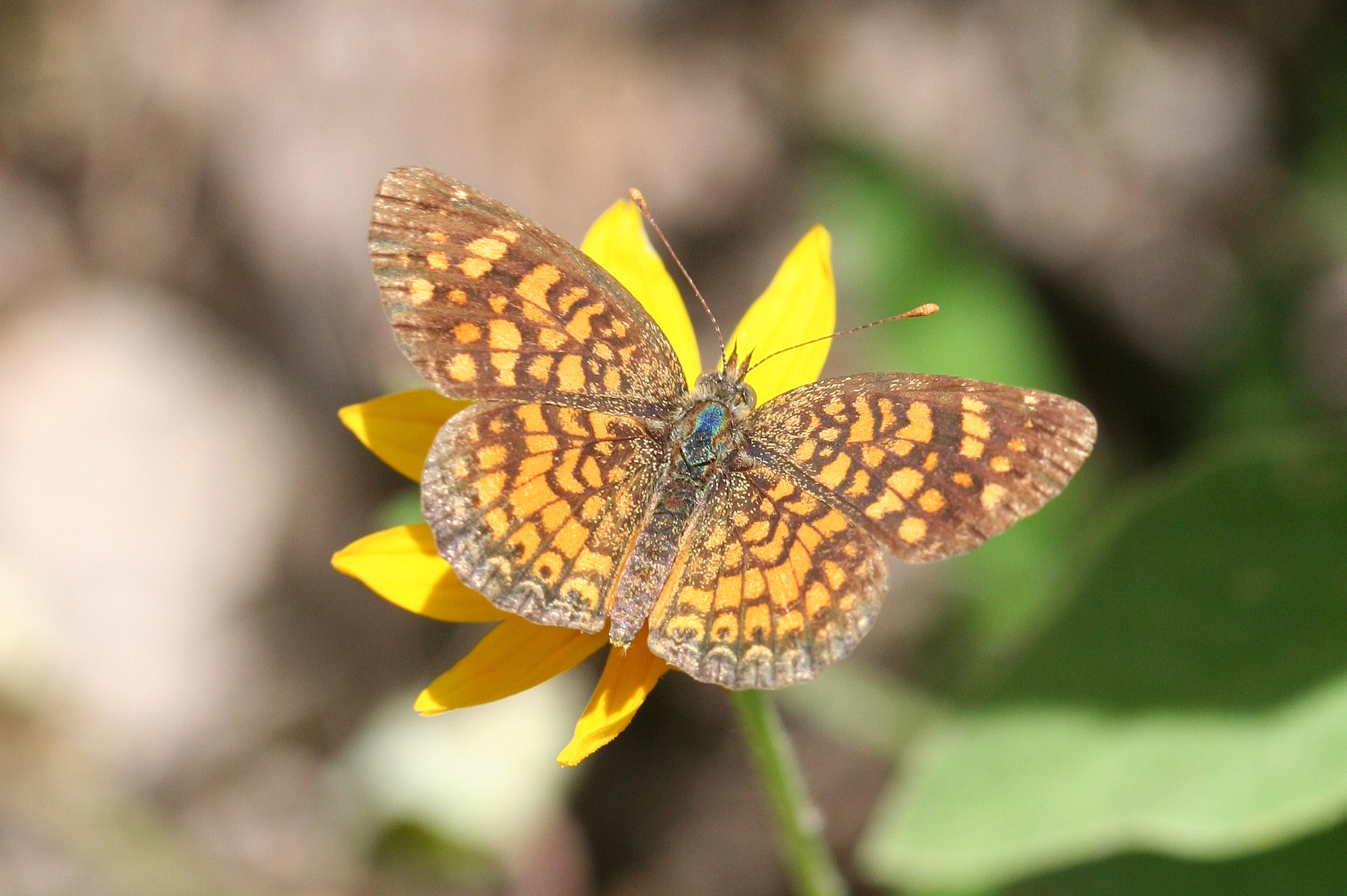
Phyciodes graphica

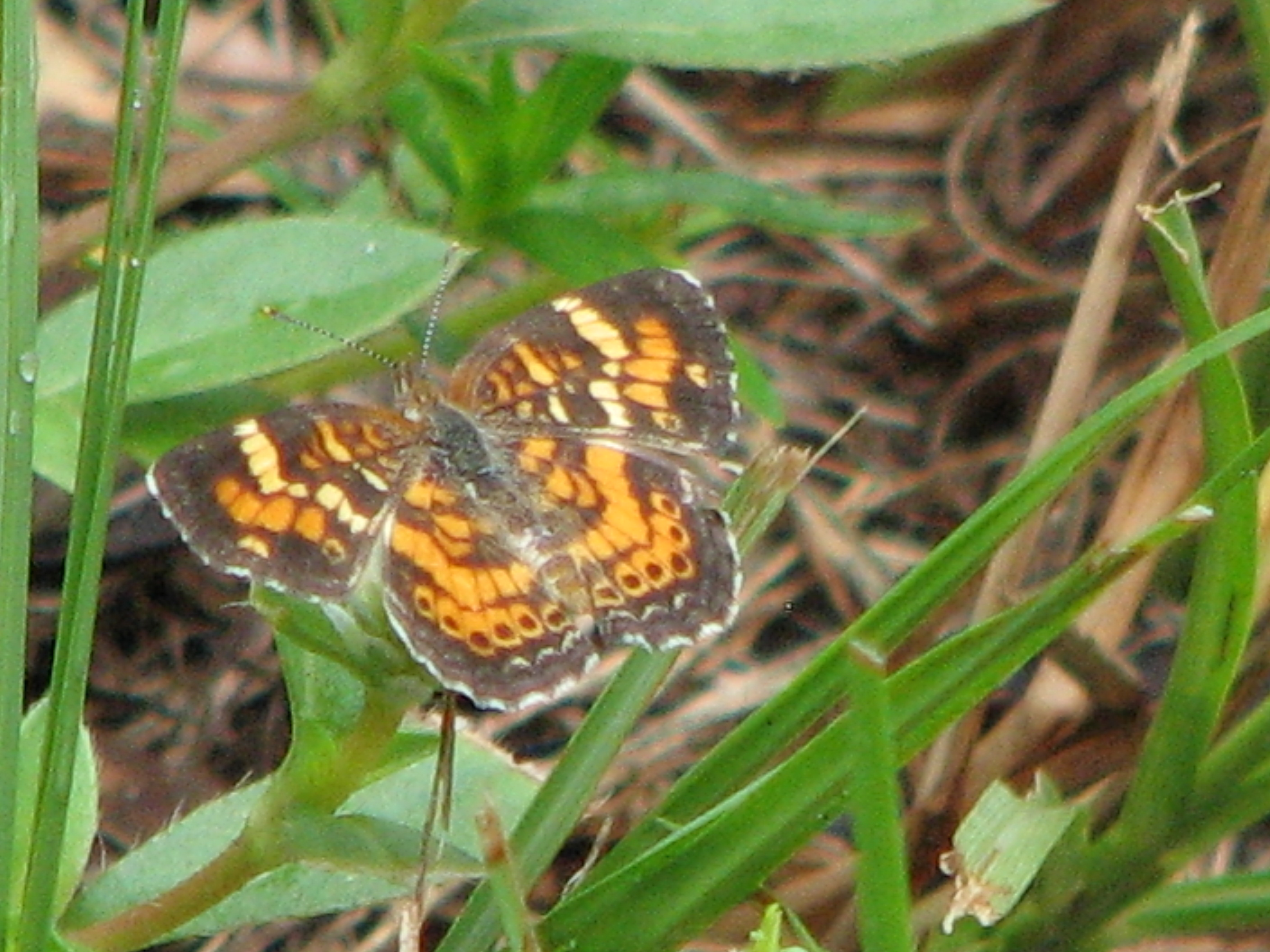
Phyciodes phaon

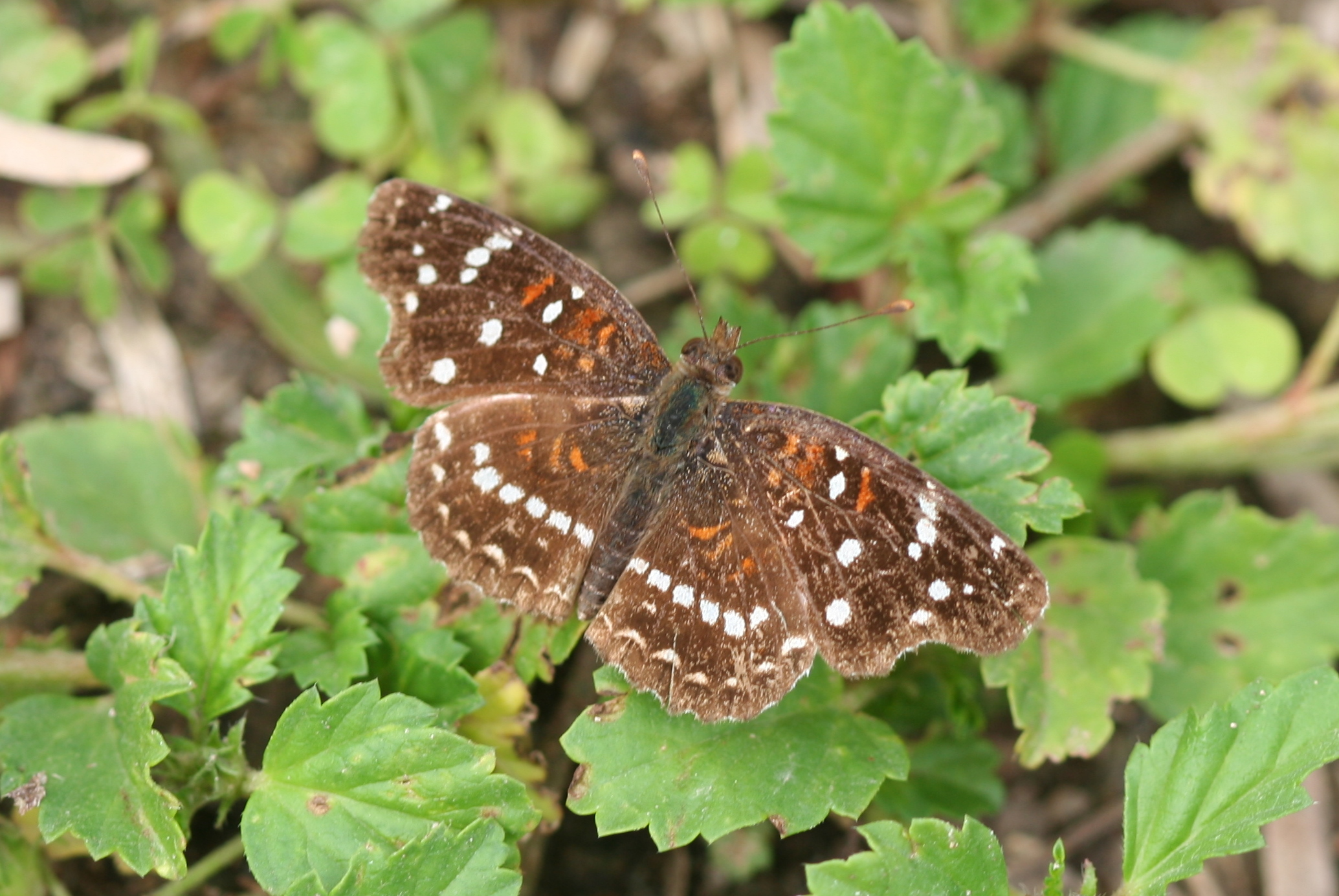
Phyciodes dit texana

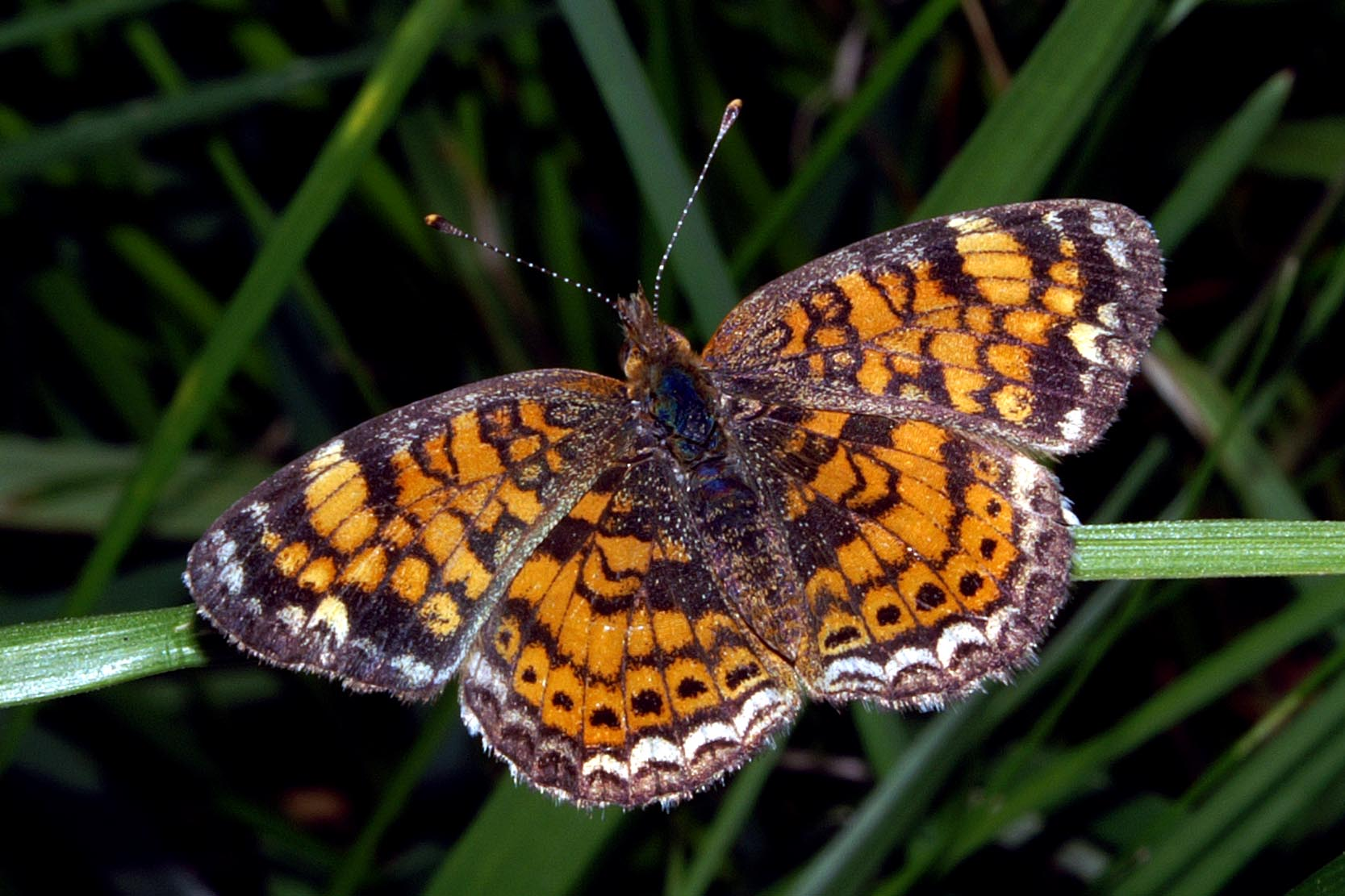
Phyciodes tharos

- Phyciodes batesii (Reakirt, 1866) présent de l'Ontario à la Virginie.
  - Phyciodes batesii batesii
  - Phyciodes batesii lakota Scott, 1994 ;
  - Phyciodes batesii anasazi Scott, 1994 ;
  - Phyciodes batesii apsaalooke Scott, 1994 ;
  - Phyciodes batesii maconensis Gatrelle, 1998 ;
- Phyciodes cocyta (Cramer, 1777)
  - Phyciodes cocyta cocyta
  - Phyciodes cocyta arenacolor Austin, 1998
  - Phyciodes cocyta diminutor Scott, 1998
  - Phyciodes cocyta selenis (Kirby, 1837)
- Phyciodes graphica (R. Felder, 1869) au Kansas, au Mexique et au Guatemala.
  - Phyciodes graphica graphica dans le sud du Mexique et au Guatemala.
  - Phyciodes graphica vesta (Edwards, 1869)au Texas et au Nouveau-Mexique.
- Phyciodes mylitta (W. H. Edwards, 1861) sur la côte ouest de l'Amérique du Nord.
  - Phyciodes mylitta mylitta
  - Phyciodes mylitta arida (Skinner, 1917) en Arizona.
  - Phyciodes mylitta arizonensis Bauer, 1975 ; en Arizona.
  - Phyciodes mylitta mexicana Hall, 1928 ; dans l'est du Mexique.
  - Phyciodes mylitta thebais Godman et Salvin, 1878 ; dans l'ouest du Mexique et au Guatemala.
- Phyciodes orseis Edwards, 1871 ; état de Washington, Californie
  - hyciodes orseis herlani Bauer, 1975 ; Californie et Nevada.
- Phyciodes pallescens (R. Felder, 1869) au Mexique
- Phyciodes pallida(Edwards, 1864) du sud-ouest du Canada à l'Arizona.
  - Phyciodes pallida barnesi Skinner, 1897 ; Colorado
- Phyciodes phaon (W. H. Edwards, 1864) dans le sud de l'Amérique du Nord.
  - Phyciodes phaon phaon au Texas.
  - Phyciodes phaon jalapeno Scott, 1998 ; en Arizona.
  - Phyciodes phaon maya Hall, 1928 ; au Guatemala.
- Phyciodes picta (Edwards, 1865) du Nebraska au Nouveau-Mexique.
  - Phyciodes picta picta
  - Phyciodes picta canace Edwards, 1871
- Phyciodes pulchella
  - Phyciodes pulchella pulchella ou Phyciodes pratensis
  - Phyciodes pulchella camillus Edwards, 1871 au Colorado et  en Californie.
  - Phyciodes pulchella deltarufa Scott, 1998
  - Phyciodes pulchella montana (Behr, 1863) en Californie.
  - Phyciodes pulchella owimba Scott, 1998
  - Phyciodes pulchella shoshoni' Scott, 1994
  - Phyciodes pulchella tutchone Scott, 1994
  - Phyciodes pulchella vallis Austin, 1998
- Phyciodes tharos(Drury, [1773]) en deux isolats, un sur la côte ouest l'autre à l'est.
  - Phyciodes tharos tharos
  - Phyciodes tharos arcticus dos Passos, 1935 ;
  - Phyciodes tharos pascoensis Wright, 1905
- Phyciodes vesta
- Phyciodes sp.

### Source
- (en) funet